# АППС 94
АППС 94 — серія типових п'яти-, семи- та дев'яти-поверхових великопанельних житлових будинків, розроблена у 1980-і роки. Реалізована у містах: 
- АППС Чн-94: Чернігів, Київ, Славутич, Ніжин, Прилуки,
- АППС Ж-94: Маріуполь,
- АППС ИФ-94: Івано-Франківськ, Бурштин, Калуш та Коломия,
- АППС КР-94: Кривий Ріг, Кропивницький та Покров,
- АППС Сф-94: Сімферопіль,
- АППС 94-Б[1][2]: Біла Церква, Вишневе, Фастів, Обухів, Бориспіль,
- Житомир та Попільня,
- Хмельницький,
- Воронеж.

Характерні ознаки серії:
- панелі під'їзду з двома горизонтальними вікнами одне над одним, на технічному поверсі одне вікно;
- на технічному поверсі поперечні панелі над балконами випирають ребрами, іноді скошені фаскою.

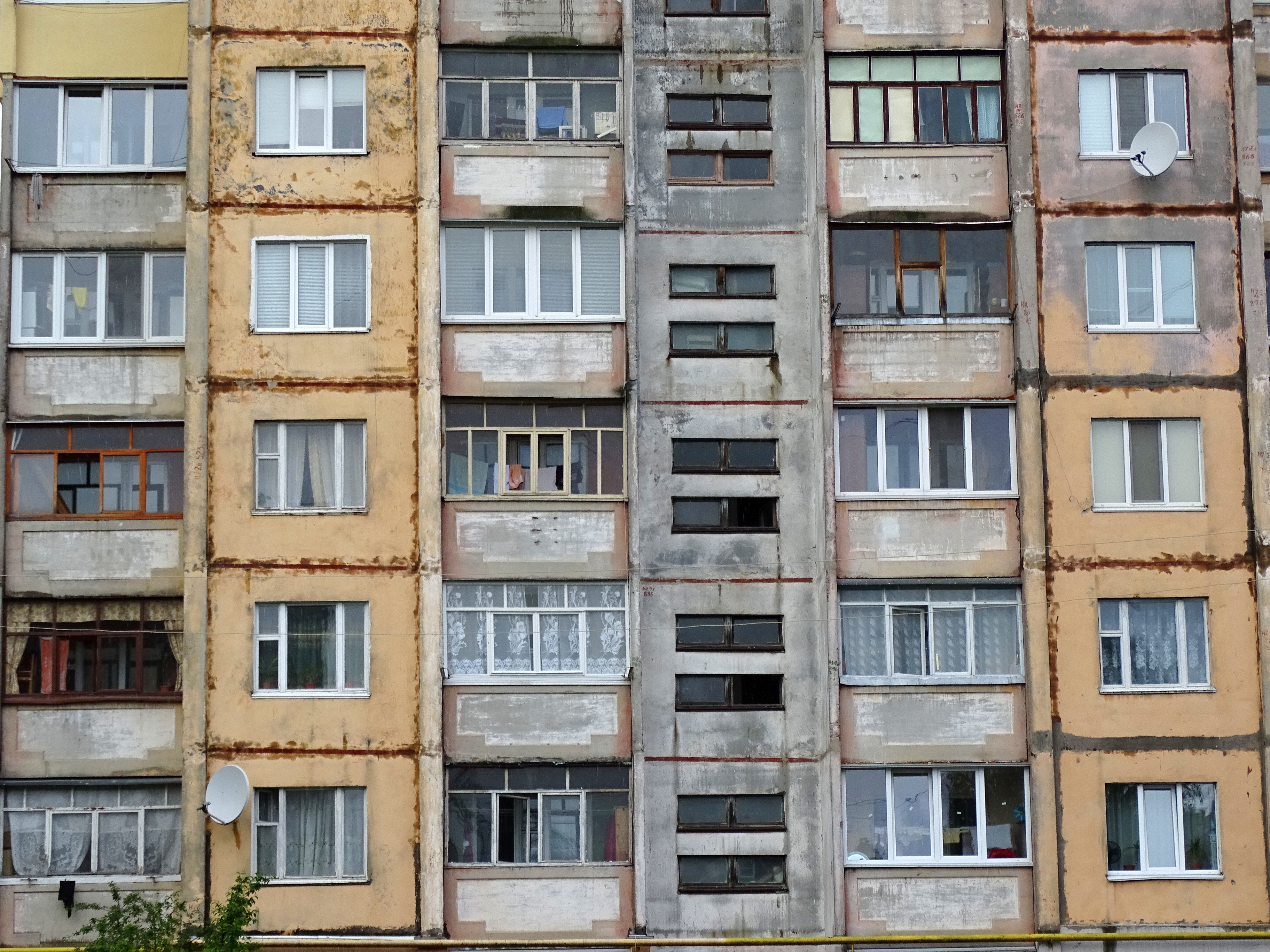
будинок у Житомирі
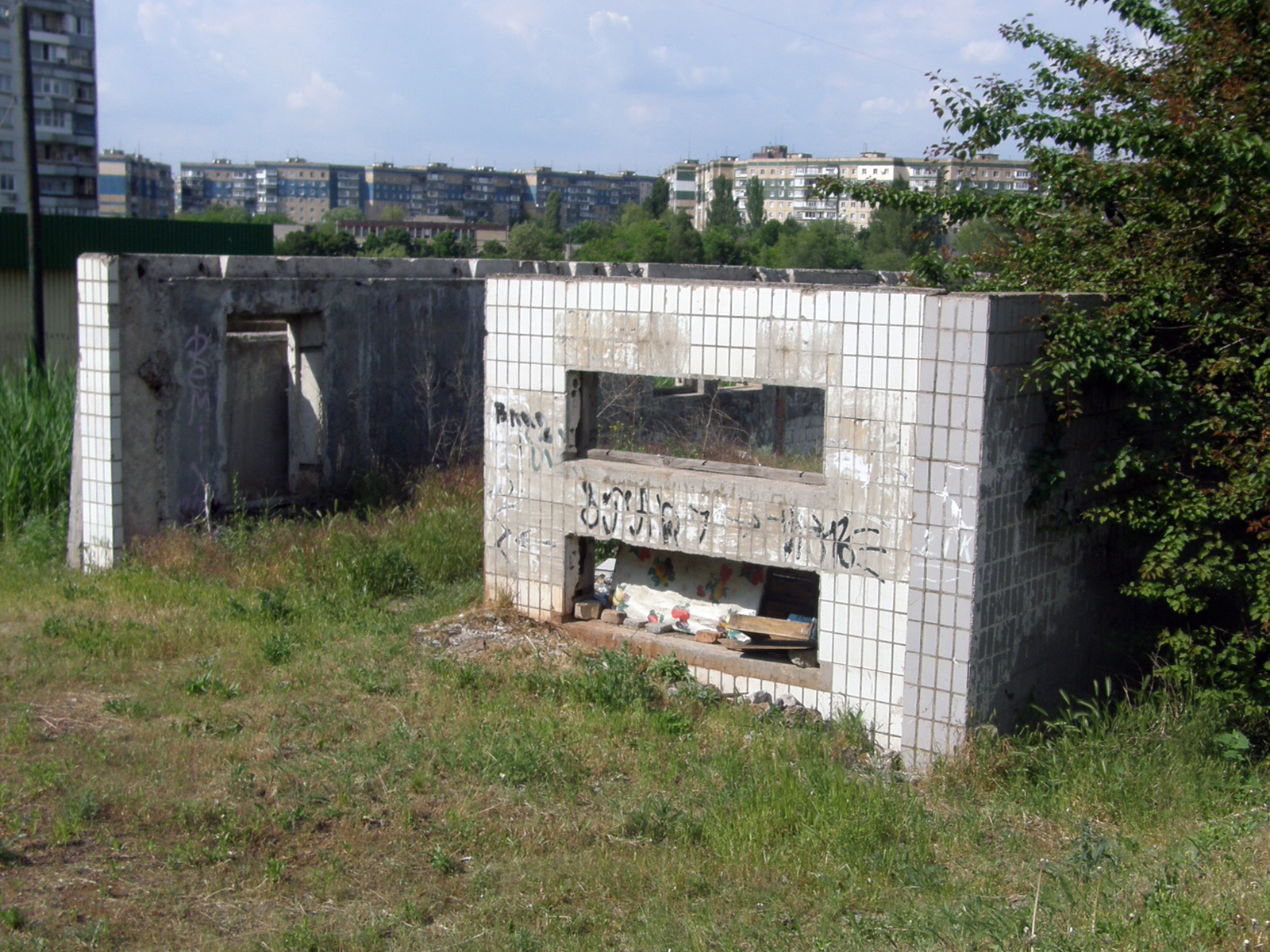
недобудована споруда з панелей зовнішньої стіни сходів серії КР-94
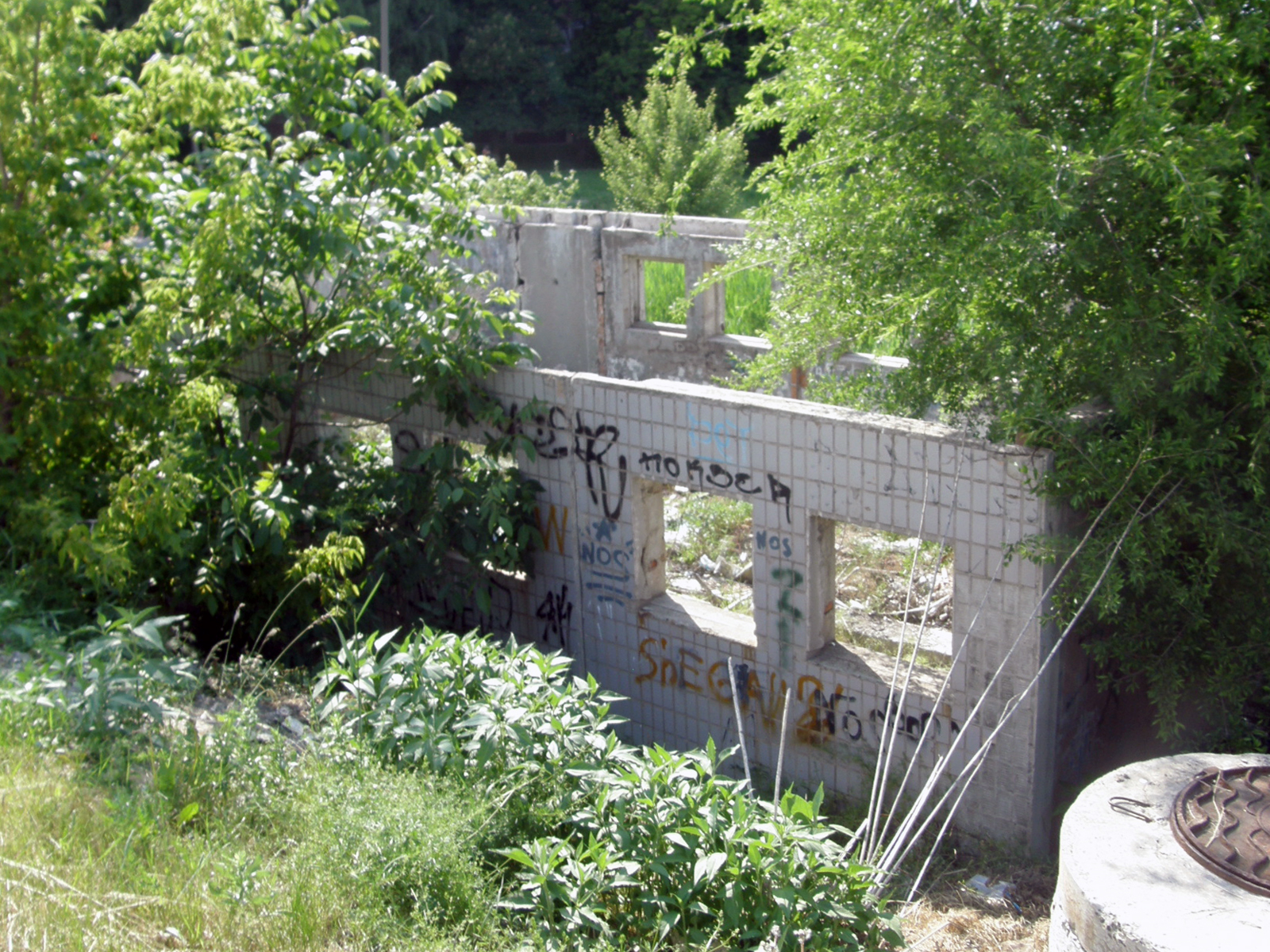
недобудована споруда з панелей зовнішньої стіни сходів серії КР-94

## Світлини

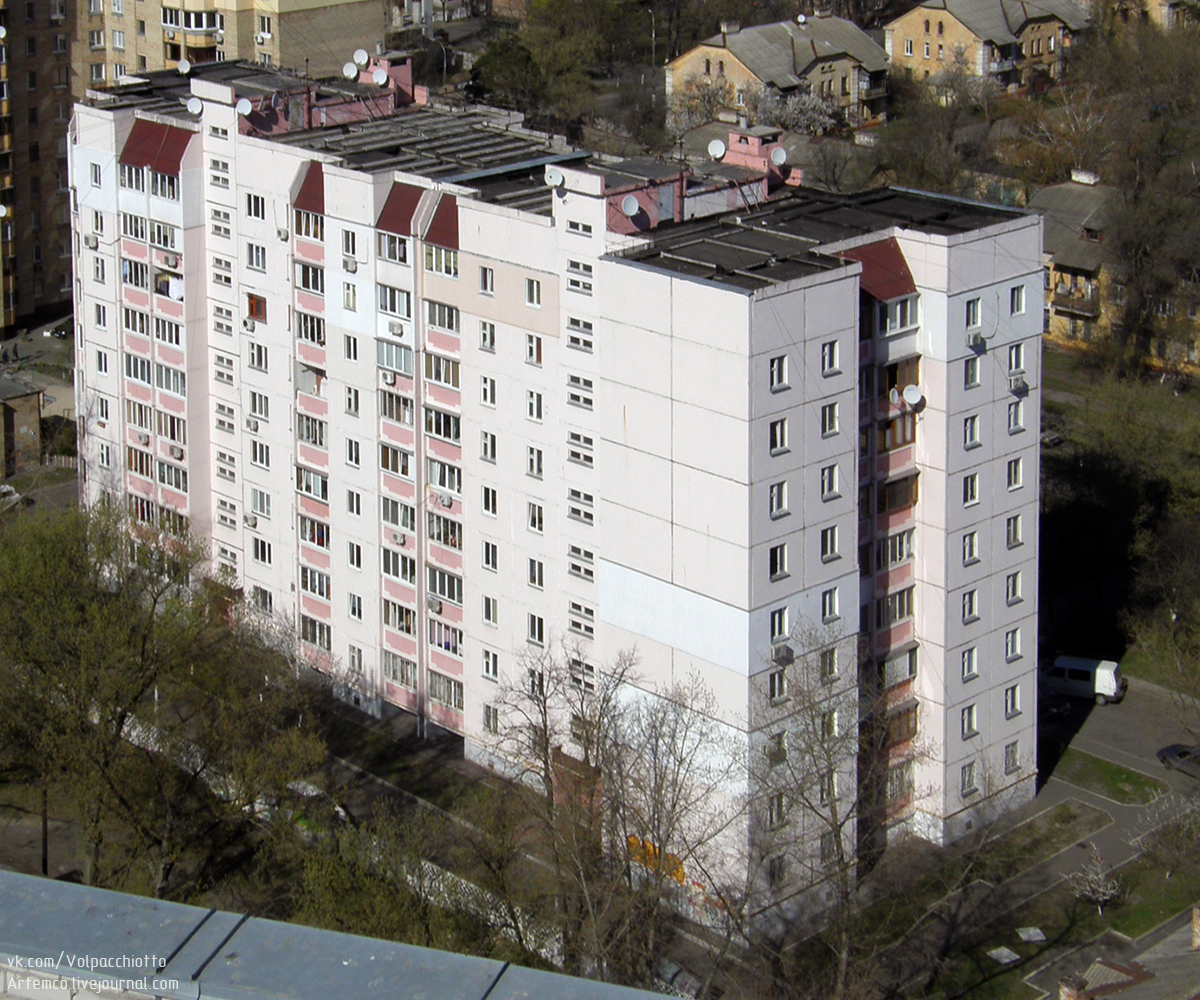
Нова Дарниця, вул. Юрія Пасхаліна, 20а — единий у Києві будинок серії
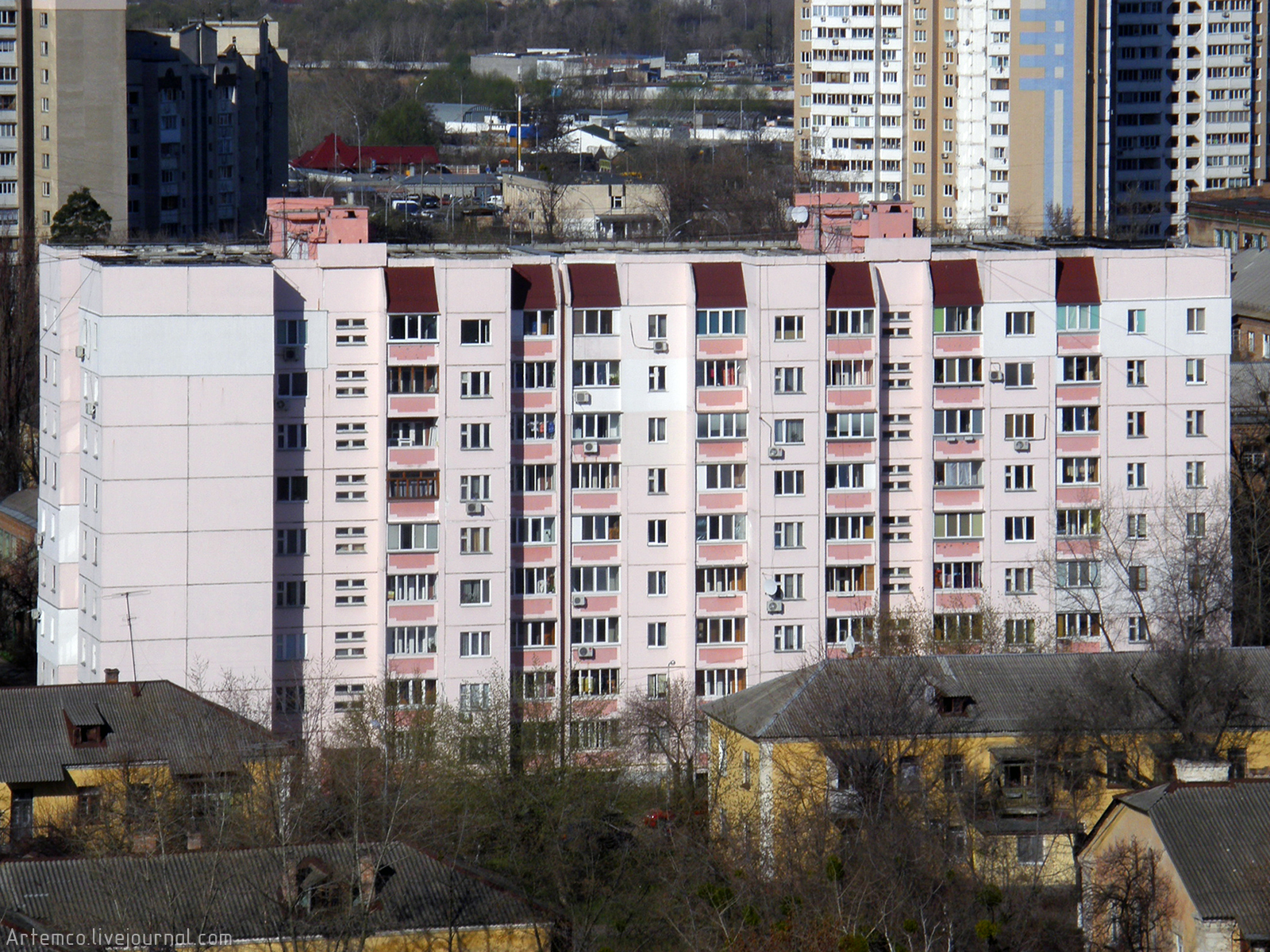
Нова Дарниця, вул. Юрія Пасхаліна, 20а — единий у Києві будинок серії
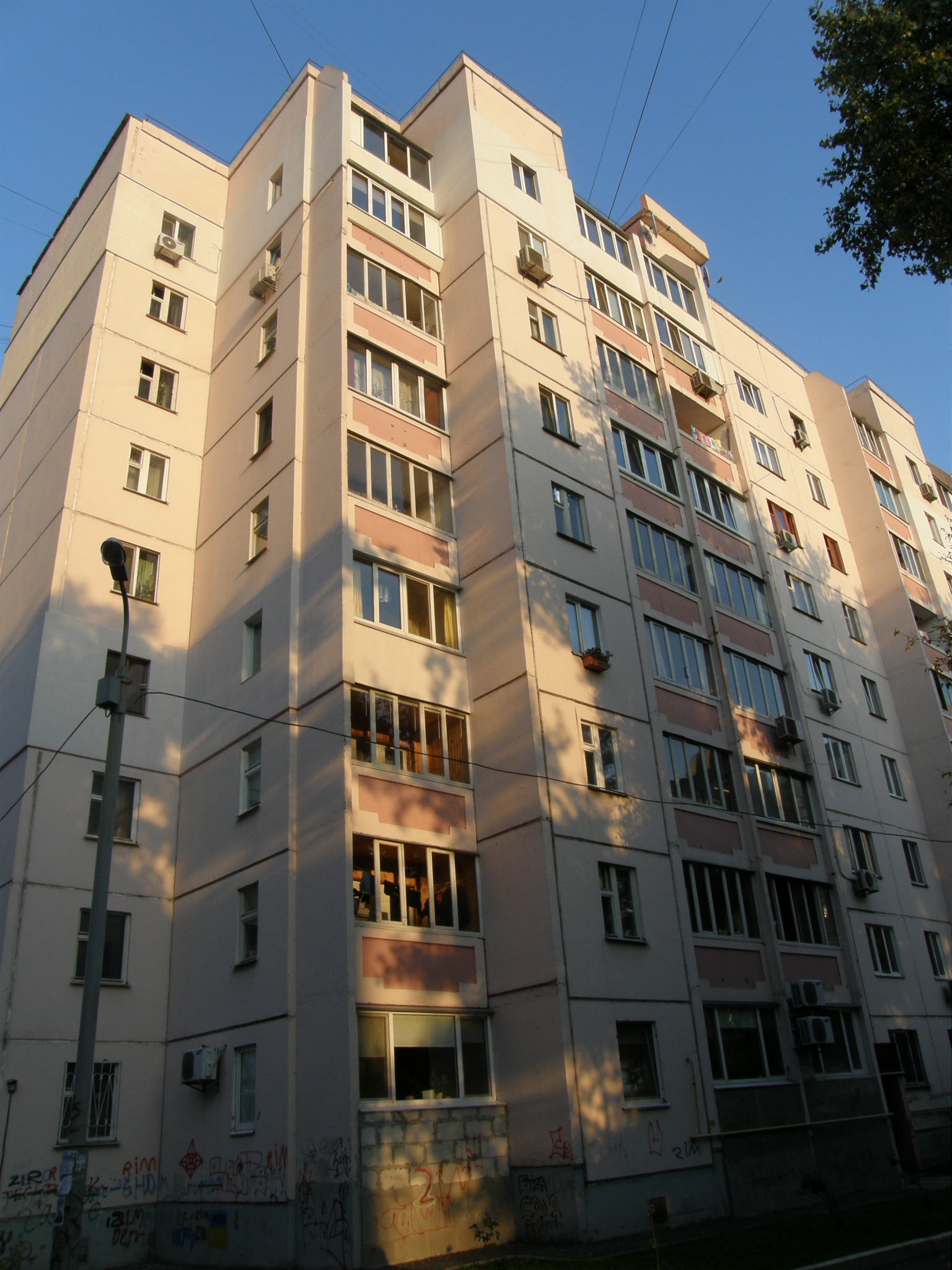
Нова Дарниця, вул. Юрія Пасхаліна, 20а — единий у Києві будинок серії
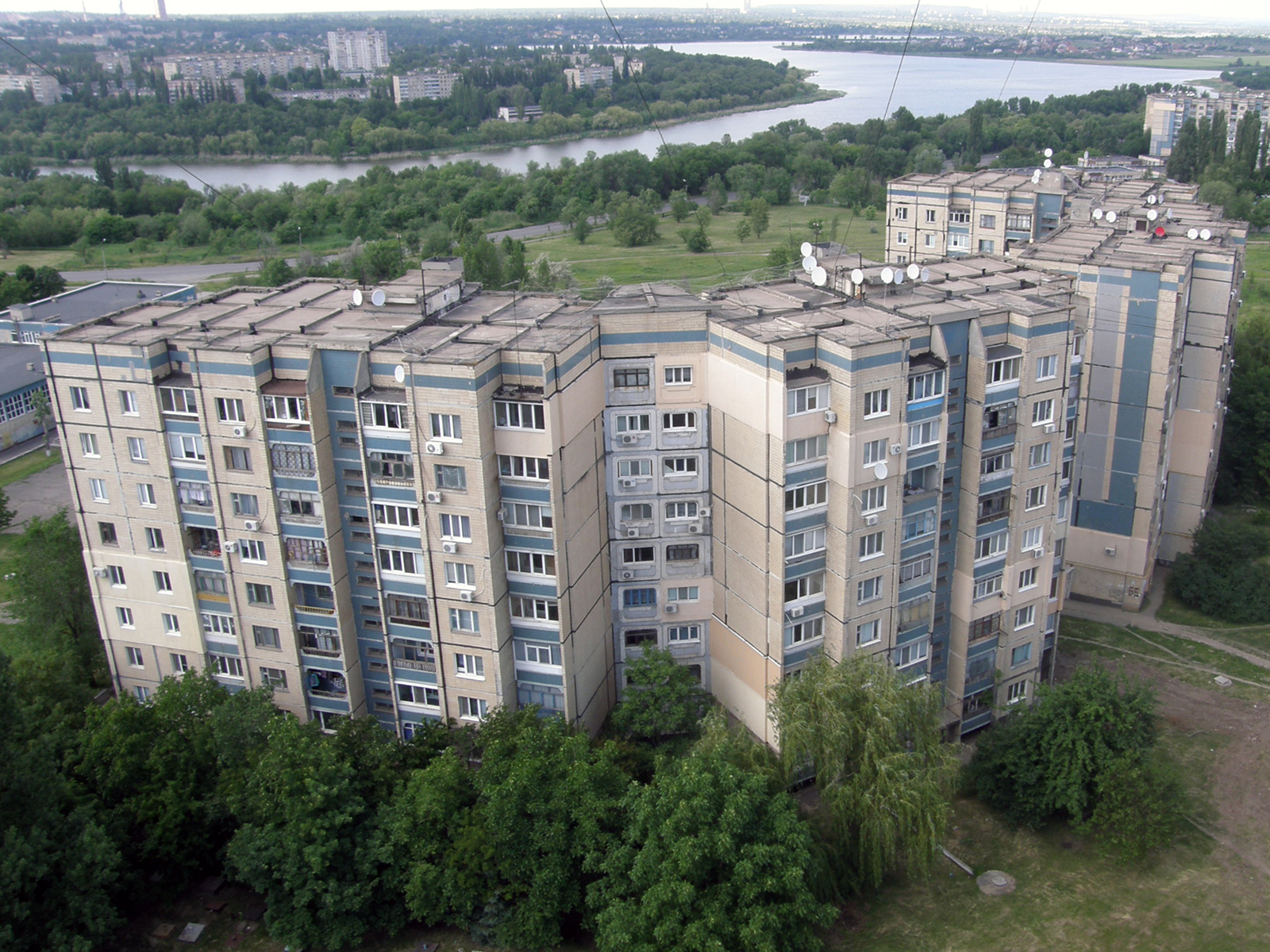
Кривий Ріг, 5-й Зарічний мікрорайон, 64
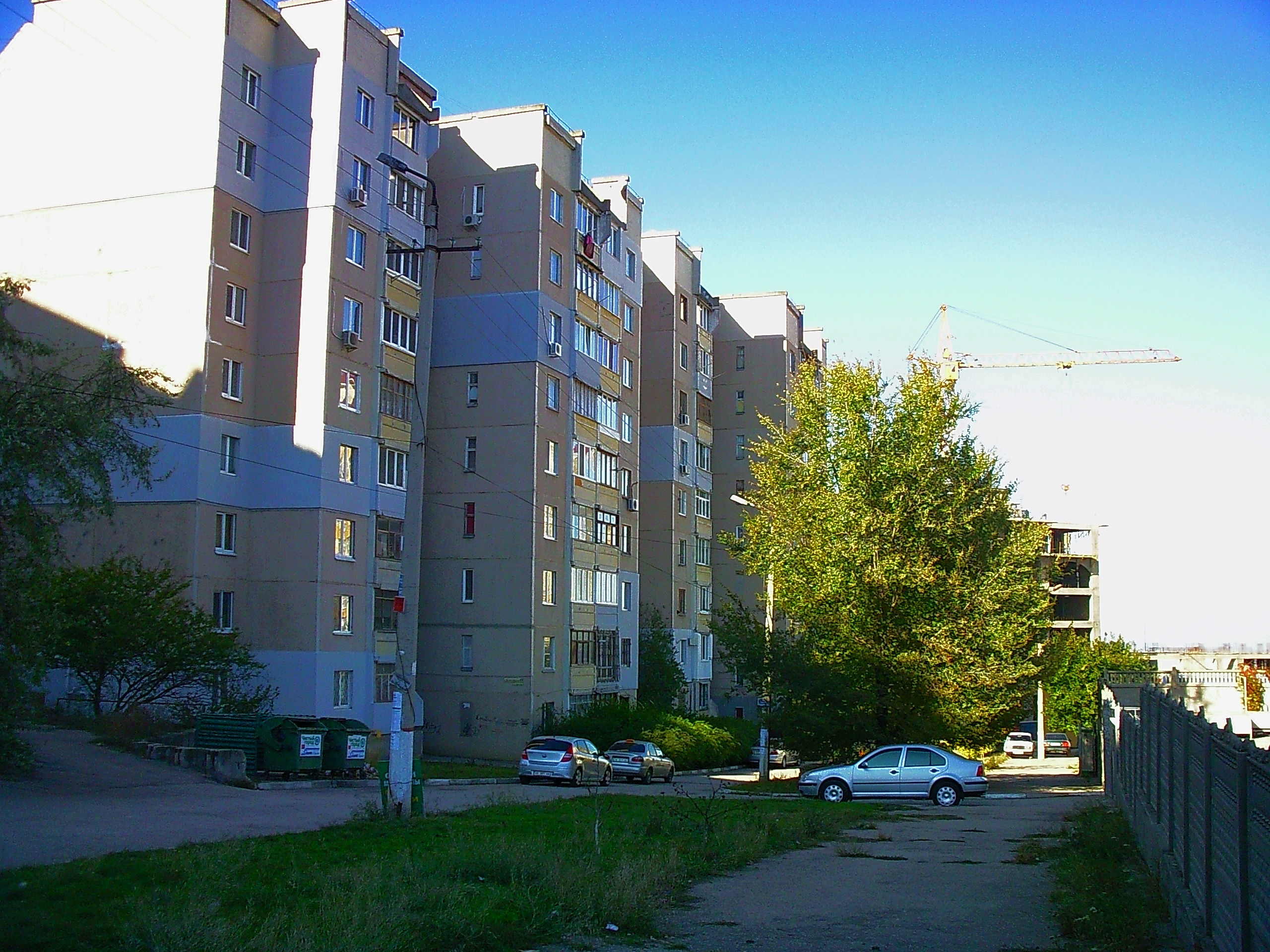
Симферопіль, вул. Балаклавська, 49
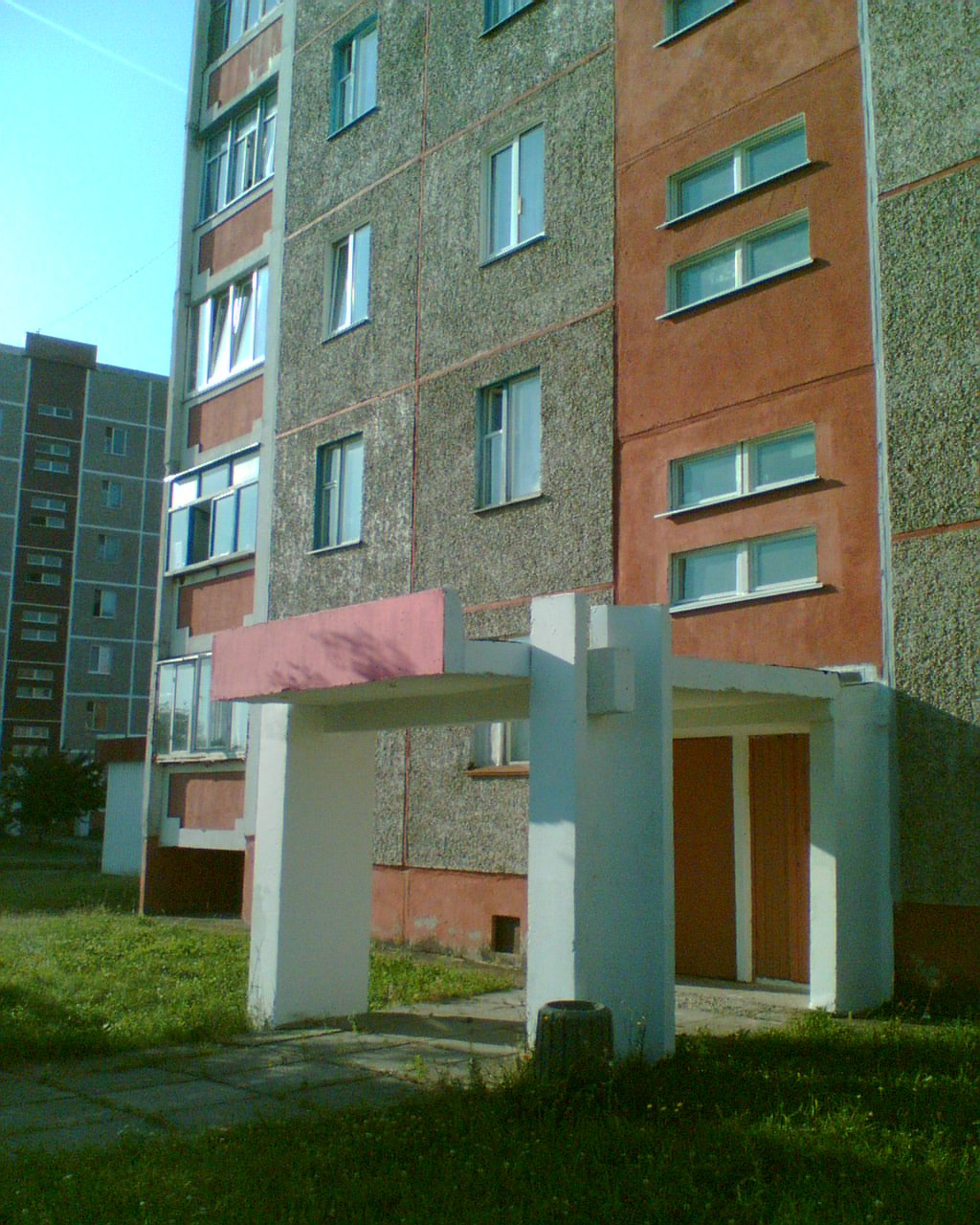
Славутич, вхідна група
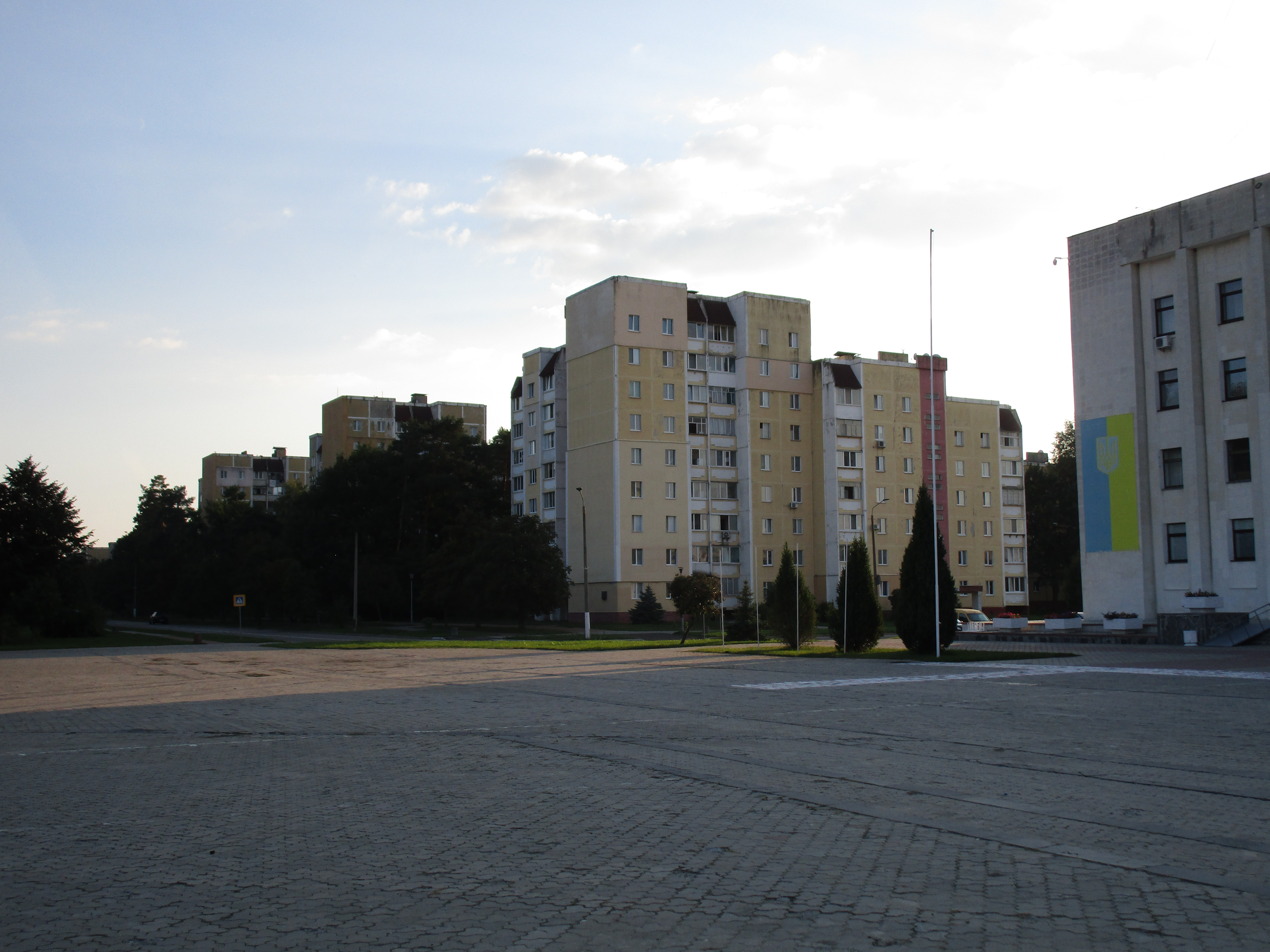
Славутич, Київський квартал, 6, 5, 4
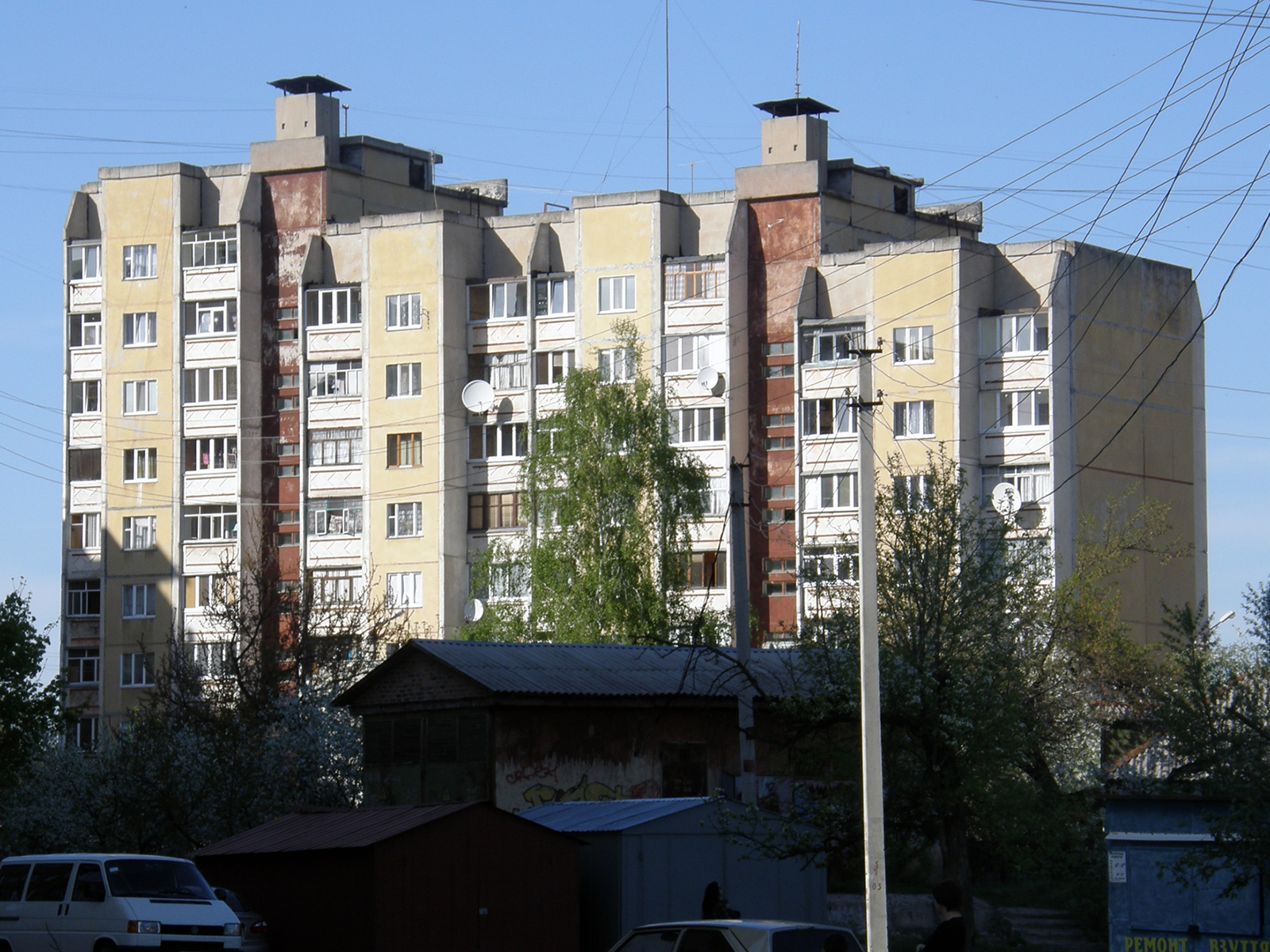
Чернігів, просп. Перемоги, 163